# حساب پس‌انداز

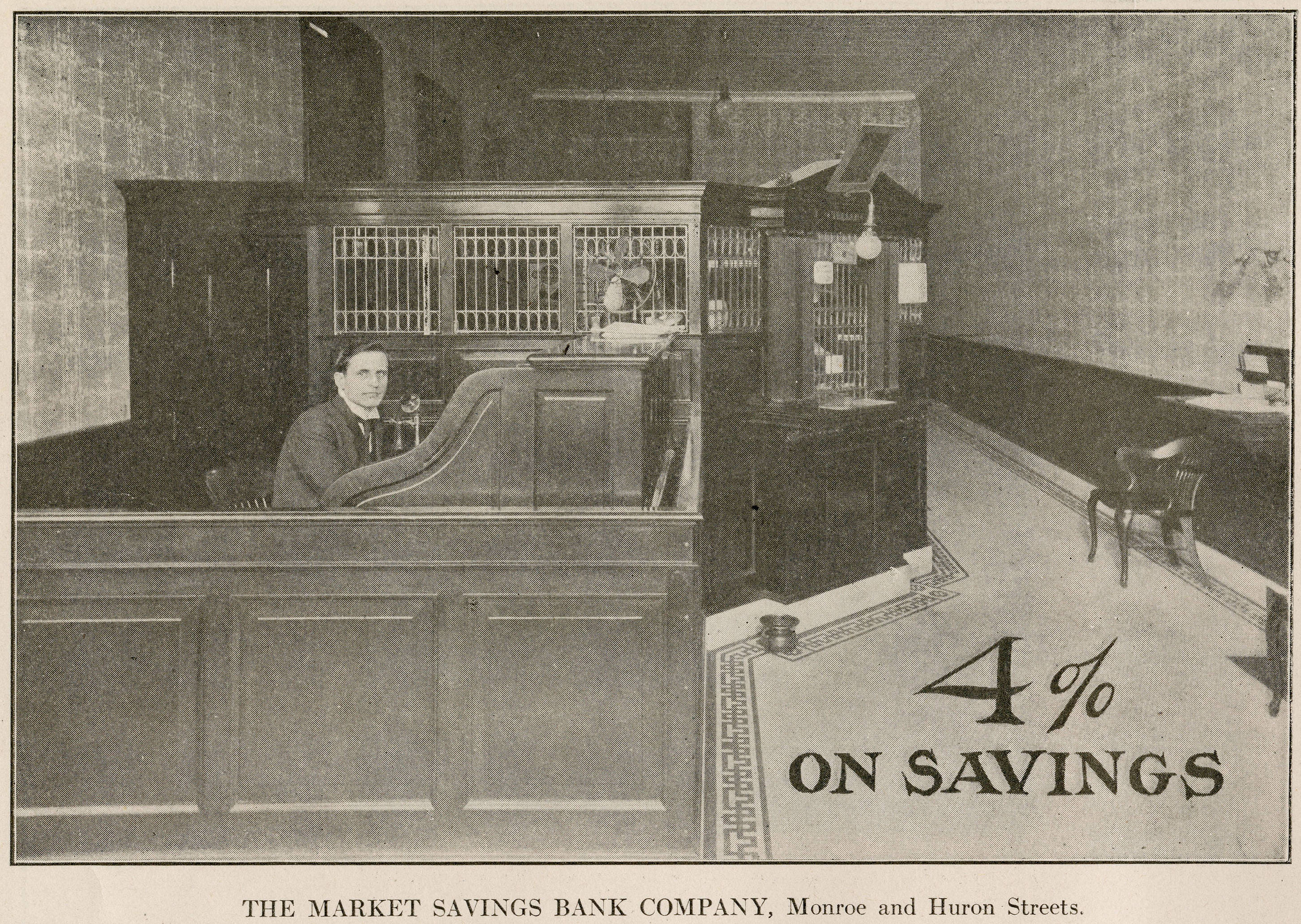
تبلیغ یک بانک قدیمی برای سود 4 درصد حساب پس انداز

حساب پس انداز (انگلیسی: Savings account) حساب‌هایی که با زمان بلندتری نسبت به پس‌انداز و با تعهد زمانی مشخص و ثابت، سپرده گذار پول خود را به بانک یا مؤسسه مالی می‌سپرد، سپس بانک، سرمایه‌گذاری و سود خود را برداشته و بهره صاحب حساب را نیز پرداخت می‌نماید.